# Côte d’Albâtre (Schiff)
Die Côte d’Albâtre ist eine Ro-Pax-Fähre der französischen Reederei Transmanche Ferries.

## Geschichte
Das Schiff wurde unter der Baunummer 1645 auf der Werft Hijos de J. Barreras in Vigo, von der auch der Schiffsentwurf stammte, für das Syndicat Mixte de Promotion de l’Activité Transmanche (SMPAT) gebaut. Das Aufschwimmen der Fähre im Baudock erfolgte am 22. Juli 2005. Sie wurde im Februar 2006 abgeliefert und im März 2006 auf der von Transmanche Ferries betriebenen Fährverbindung über den Ärmelkanal zwischen Dieppe in Frankreich und Newhaven im Vereinigten Königreich in Dienst gestellt. Sie ersetzte dort die zuvor in Charter von SMPAT eingesetzte Sardinia Vera. Benannt ist die Fähre nach der Alabasterküste in der Normandie.
Ab 2007 wurde die Fährverbindung von Louis Dreyfus Transmanche Ferries betrieben, 2012 übernahm DFDS Seaways die Verbindung. Im Jahr 2009 wurde die Fähre vorübergehend zwischen Boulogne bzw. Dieppe und Dover eingesetzt. Von September 2009 bis Ende 2010 verkehrte sie zwischen Le Havre und Portsmouth.

## Technische Daten und Ausstattung
Die Fähre wird von zwei Wärtsilä-Viertakt-Dieselmotoren des Typs 8L46C mit jeweils 9450 kW Leistung angetrieben. Die Motoren wirken über Getriebe auf zwei Verstellpropeller. Die Motoren wurden 2022 mit Scrubbern zur Abgasnachbehandlung nachgerüstet. Die Fähre ist mit zwei elektrisch mit jeweils 1300 kW Leistung angetriebenen Bugstrahlrudern mit Verstellpropellern ausgestattet.
Für die Stromerzeugung stehen zwei von den Hauptmotoren mit jeweils 1500 kW Leistung angetriebene Wellengeneratoren mit 1875 kVA Scheinleistung sowie drei von Dieselmotoren mit jeweils 1100 kW Leistung angetriebene Generatoren mit 1125 kVA Scheinleistung zur Verfügung. Weiterhin wurde ein von einem Dieselmotor mit 270 kW Leistung angetriebener Notgenerator verbaut.
Die Fähre verfügt über drei Fahrzeugdecks. Auf dem Hauptdeck befindet sich ein durchlaufendes Fahrzeugdeck mit sechs Fahrspuren. Das Fahrzeugdeck ist über eine Bugrampe und zwei Heckrampen zugänglich. Die Bugrampe befindet sich hinter einem nach oben aufklappbaren Bugvisier. Die Heckrampen sind jeweils 16 m lang und 7 m breit. Über dem durchlaufenden Fahrzeugdeck befindet sich ein weiteres Fahrzeugdeck mit ebenfalls sechs Fahrspuren, das über zwei Heckrampen zugänglich ist sowie durch zwei feste Rampen mit dem darunterliegenden Hauptdeck verbunden ist. Die festen Rampen sind 38 m lang und 3,5 m breit. Im oberen festen Fahrzeugdeck ist ein weiteres, höhenverstellbares Fahrzeugdecks eingehängt, auf dem Pkw befördert werden können. Das flexibel verwendbare Deck ist über zwei jeweils 24,7 m lange und 4,7 m breite, höhenverstellbare Rampen zugänglich.
Das Schiff verfügt insgesamt über acht Decks. Oberhalb der Fahrzeugdecks befinden sich drei weitere Decks, die Decks 6 bis 8. Auf Deck 6 befinden sich im vorderen Bereich 49 Vierbett- und eine Zweibettkabinen für die Passagiere. Die Zweibettkabine ist für die Nutzung durch Rollstuhlfahrer eingerichtet. Im mittleren und hinteren Bereich der Fähre sind Aufenthaltsbereiche für die Passagiere sowie ein Selbstbedienungsrestaurant eingerichtet. Außerdem befinden sich hier die Rezeption sowie die Kombüse. Auf Deck 7 sind weitere Aufenthaltsräume für die Passagiere sowie ein Restaurant eingerichtet. Im vorderen Bereich des Decks befinden sich 36 Einzelkabinen für die Schiffsbesatzung, Aufenthaltsräume und Messen für die Besatzung sowie die vordere Brücke. Sie ist über die gesamte Breite geschlossen. Zur besseren Übersicht bei An- und Ablegemanövern und dem Navigieren in engen Fahrwassern gehen die Nocken etwas über die Schiffsbreite hinaus. Auf Deck 8 befinden sich in erster Linie verschiedene Betriebsräume sowie im hinteren Bereich ein Sonnendeck. Weitere offene Decksbereiche befinden sich auf den Decks 6 und 7 jeweils am Heck des Schiffes.
Die Fähre kann 600 Passagiere befördern. Insgesamt ist sie für 650 Personen (Passagiere und Schiffsbesatzung) zugelassen. 
Als Rettungsmittel stehen unter anderem vier Schiffsevakuierungssysteme zur Verfügung.
Das Schiff ist zur Reduzierung von Rollbewegungen mit zwei ausfahrbaren Flossenstabilisatoren ausgerüstet.

## Schwesterschiff
Mit der ebenfalls 2006 auf der Werft Hijos de J. Barreras gebauten Seven Sisters gibt es ein Schwesterschiff. Die Seven Sisters verkehrt wie die Côte d’Albâtre auf der Fährverbindung zwischen Dieppe und Newhaven.